# CureVac
CureVac est une société biopharmaceutique dont le siège social est à Tübingen, en Allemagne. Elle développe des thérapies utilisant l'ARN messager (ARNm). L'entreprise se concentre sur le développement de vaccins pour les maladies infectieuses, et de médicaments pour traiter le cancer et les maladies rares. Fondée en 2000, CureVac compte environ 580 employés au début de 2021.
CureVac a conclu diverses collaborations avec des organisations, notamment des accords avec Boehringer Ingelheim, Sanofi Pasteur, Johnson & Johnson, Genmab, la Fondation Bill-et-Melinda-Gates, Eli Lilly and Company, la Coalition for Epidemic Preparedness Innovations et l'Initiative internationale pour un vaccin contre le sida (en). 
En 2020, ses équipes travaillent sur la mise au point d’un vaccin contre le coronavirus, et un soupçon de débauchage de cette entreprise crée une polémique entre les États-Unis et l’Allemagne. Ce sujet met en exergue le rôle stratégique de ce secteur d'activité.

## Historique
L’entreprise est créée en 2000 par Ingmar Hoerr (CEO), Steve Pascolo (Chief Scientific Officer) et Florian von der Mulbe. 
En octobre 2013, CureVac lance une collaboration avec Janssen Pharmaceuticals Inc, une filiale de Johnson & Johnson, pour le développement de nouveaux vaccins contre la grippe. Toujours en 2013, CureVac annonce le quatrième d'une série de partenariats avec le Cancer Research Institute et l’Institut Ludwig pour la recherche sur le cancer, pour permettre l'essai clinique de nouvelles options de traitement d'immunothérapie du cancer.
En mars 2014, CureVac remporte un prix de 2 millions d'euros décerné par la Commission européenne pour stimuler les nouvelles technologies de vaccination susceptibles d'aider le monde en développement, car les recherches de l'entreprise pourraient déboucher sur une nouvelle génération de vaccins qui n'ont pas besoin d'être réfrigérés. Plus tard, en juillet 2014, CureVac signe un accord de licence exclusif avec Sanofi Pasteur pour développer et commercialiser un vaccin prophylactique à base d'ARNm. En septembre 2014, la société cède sous licence à Boehringer Ingelheim les droits mondiaux de son produit en cours de développement et de test
En mars 2015, l'investisseur de CureVac, la Fondation Bill et Melinda Gates, accepte de financer séparément plusieurs projets de développement de vaccins prophylactiques basés sur la plateforme d'ARNm exclusive de CureVac. En septembre 2015, CureVac conclut une collaboration avec l'Initiative internationale pour un vaccin contre le sida (IAVI) afin d'accélérer le développement de vaccins contre le sida, en utilisant des immunogènes développés par l'IAVI et ses partenaires, fournis par la technologie ARNm de CureVac. Le même mois, CureVac annonce qu'elle ouvrirait un centre aux États-Unis à Boston, Massachusetts.
Conformément à son accord avec Lilly, la société commence la construction d'une installation de production en 2016. En 2017, CureVac reçoit environ 359 millions de dollars US (305 millions d'euros) d’investisseurs en capital et est évalué à 1,65 milliard de dollars US (1,40 milliard d'euros).

### Vaccin contre le coronavirus et conflits politiques
Début 2020, la société entreprend des recherches sur un vaccin contre le coronavirus, le CVnCoV. Ce nouveau développement va attirer des convoitises américaines sur la société et entraîner une modification de la gouvernance de la société.
Le 2 mars, le directeur général de CureVac, l'Américain Daniel Menichella, a participé à une réunion à la Maison Blanche au cours de laquelle il aurait rencontré le président américain Donald Trump,,. 
Selon le journal allemand Welt am Sonntag, Donald Trump avait tenté de persuader CureVac de se délocaliser aux États-Unis, ou d'obtenir les droits du vaccin exclusivement pour les États-Unis. Reuters, CNBC et le South China Morning Post rapportent que le ministère allemand de la santé a confirmé les affirmations de Welt am Sonntag,,. 
La chancelière allemande, Angela Merkel, informée du projet, aurait manifesté son indignation. La banque publique d'investissement allemande Kreditanstalt für Wiederaufbau (KfW), détient 23 % du capital de Curevac. Un des actionnaires privés,  Dietmar Hopp, cofondateur de l'éditeur du logiciel informatique SAP, s'y serait également opposé.
Le 11 mars 2020, le directeur général  américain de CureVac AG, Daniel Menichella, est licencié par ses actionnaires, et remplacé par le fondateur de la société, Ingmar Hoerr (en). Il lui est reproché d'être allé à la Maison Blanche sans l'accord du conseil de surveillance, et d'avoir une stratégie de développement très axée vers les États-Unis.
Le 16 mars, CureVac publie une déclaration sur Twitter, déclarant : « Pour être à nouveau clair sur le coronavirus : CureVac n'a pas reçu d'offre du gouvernement américain ou d'entités connexes avant, pendant et depuis la réunion de la Task Force à la Maison Blanche le 2 mars. CureVac rejette toutes les allégations de la presse ».
Le 2 avril, Jean Stéphenne est nommé président du conseil de surveillance de CureVac.

### Levées de fonds 2020 et introduction en bourse
Le 15 juin 2020, il est annoncé que la banque publique allemande KfW prend une participation de 23 % au capital de CureVac en y investissant 300 millions d'Euros. Cette prise de participation est considérée comme stratégique par le ministre de l'économie, Peter Altmaier.
Le 7 juillet 2020, GSK achète 10 % de la société pour 143 millions d'euros, ce qui valorise de fait la société à 1,43 milliard d'euros ; en outre, GSK doit payer 120 millions d'euros à CureVac et lui faire une avance remboursable de 30 millions d'euros. Au total, les levées de fonds réalisées par CureVac en juin et juillet 2020 représentent 640 millions de dollars, et précèdent l'introduction en bourse.
L'introduction sur le NASDAQ a lieu le 14 août, elle porte sur 13,3 millions d'actions  nouvelles au prix de 16 dollars, de 2 millions d'actions supplémentaires à souscrire dans les 30 jours, ainsi que d'actions souscrites par Dietmar Hopp pour 100 millions de dollars. À l'issue du 1er jour de cotation, l'action grimpe à 55,9 dollars, soit une hausse de 250 %, portant la capitalisation boursière de l'entreprise à plus de 7,7 milliards de dollars.
En outre, début septembre 2020, l'Allemagne promet à CureVac une subvention maximum de 252 millions d'euros, afin d'accélérer le développement du vaccin contre le coronavirus.

### Rachat par BioNTech
En juin 2025, BioNTech annonce le rachat de CureVac pour 1,25 milliards de dollars.

## Développements de nouveaux vaccins

### Vaccin contre la COVID-19
Le vaccin anti-Covid CVnCoV utilise la technologie ARN messager. CureVac lance fin septembre 2020 une étude phase 2 au Pérou et au Panama, sur 690 personnes, et lance une étude phase 2b/3 avec 36 500 participants en décembre 2020.
Le 10 novembre 2020, CureVac publie un preprint d'un article. L'étude de phase 1, menée sur 248 volontaires, étudie les effets de différentes doses de vaccins, allant de 2 à 12 μg de vaccin. Elle montre chez plus de 90% des patients un bon niveau de création d'anticorps dirigés contre la spicule ainsi que contre le domaine récepteur, niveau qui se maintient pendant les 57 jours qui ont suivi la vaccination. Il n'y a pas eu de réaction grave, mais la douleur apparaît après 93 % des premières injections, et la fièvre après 57% des premières injections. Par comparaison avec des études cliniques des concurrents, le vaccin BNT162b2 de Pfizer crée de la fièvre dans 20% des cas.
Ce vaccin devait originellement être mis sur le marché européen avant fin juin 2021 avant d'être retardé au mois d'août en attendant les résultats des tests d'efficacité.
La logistique du vaccin de CureVac a un avantage par rapport à Moderna Therapeutics et de Pfizer : le vaccin se conserve 3 mois dans un réfrigérateur ordinaire puis 24 heures à température ambiante, alors que les concurrents demandent une conservation à des températures très inférieures.
Néanmoins, avec un score d'efficacité préliminaire de seulement 47 % sur 40 000 sujets, le CVnCoV n'atteint pas les standards escomptés,.

### Futur vaccin contre les variants du coronavirus SARS-CoV-2
Le 3 février 2021, GSK et CureVac annoncent avoir conclu un accord pour mettre au point un nouveau vaccin qui serait efficace contre tous les variants du SARS-CoV-2, et qui serait au point en 2022. CureVac aurait l'exclusivité de la diffusion de ce nouveau vaccin en Allemagne, Autriche et Suisse, et GSK le diffuserait dans le reste du monde. GSK verse 150 millions d'euros à CureVac.

### Thérapies contre le cancer
En oncologie, Curevac se concentre[Quand ?] sur de nouvelles approches thérapeutiques pour le traitement des tumeurs solides grâce à l'utilisation d'ARNm à séquence optimisée («RNActive»). Des études de phase I/IIa dans plusieurs pays (Italie, Suisse, Allemagne et États-Unis) ont traité des patients atteints du cancer de la prostate et du cancer du poumon. Une étude clinique randomisée de phase IIb avec jusqu'à 200 patients dans plusieurs pays européens a été lancée en mars 2013 pour des patients atteints d'un cancer de la prostate résistant à la castration. L'étude a cependant montré que le vaccin contre le cancer de la prostate ne procurait pas un meilleur taux de survie des patients que celui du groupe placebo.
CV8102 est un ARN non codant qui active l'immunité. Il est étudié en 2020 en phase 1,  avec augmentation de la dose, sur des patients atteints d'un mélanome avancé, d'un carcinome épidermoïde cutané, d'un carcinome épidermoïde de la tête et du cou, ou d'un carcinome adénoïde kystique et de lésions tumorales injectables superficiellement.
En septembre 2014, Boehringer Ingelheim et Curevac ont décidé de collaborer pour développer le produit CV9202 (BI 1361849), un vaccin thérapeutique de Curevac pour le traitement du cancer du poumon non à petites cellules. Les résultats de la phase Ib ont été publiés début 2019. Une étude préliminaire d'efficacité et de sécurité de phase 1/2 est en cours.

### Vaccin contre la rage
Le vaccin CV7202 contre la rage est en cours de tests de phase 1.

### Vaccin contre la grippe
En octobre 2013, Curevac et Johnson & Johnson ont conclu une coopération pour développer un vaccin contre la grippe. Le partenariat a ensuite été dissous, mais CureVac a poursuivi les études avec le CV7301, un vaccin à base de nanoparticules lipidiques.

## Usines
CureVac crée ses propres usines et utilise celles de son partenaire Bayer. En avril 2020, environ 150 personnes sont affectées à la production, dans une usine déjà opérationnelle et 2 usines en cours de création. Une 4e usine va être créée avec l'objectif de produire des milliards de doses de vaccin par an. Une aide de 80 M€ de l'Union européenne est prévue pour ce projet.